# Estadio Armand Cesari
El Estadio Armand Cesari, anteriormente nombrado Estadio de Furiani, es un estadio de fútbol, situado en la ciudad de Bastia, en la región de Córcega (Francia). Sirve de sede habitual al SC Bastia. Tiene una capacidad de 10 000 espectadores y fue inaugurado en el año 1932.

## Drama de Furiani
Este hecho tuvo lugar en este estadio el 5 de mayo de 1992, cuando una de las gradas se derrumbó, matando a 18 personas.
Ese día, el Bastia se enfrentaba al Olympique de Marsella en un partido de semifinal de la Copa de Francia. Marsella era el mejor equipo de Francia del momento, y la junta directiva del Bastia quería aprovecharse de ello añadiendo una grada suplementaria para tener más aforo, aumentando el número de asientos en un 50%.
Antes del partido, la grada se derrumbó, causando la muerte de 18 personas y dejando además 2300 heridos. Desde entonces, el Armand-Cesari fue mejorado lentamente y sólo sigue en pie una de las cuatro gradas de 1992. Algunas de las principales mejoras se iniciaron a finales de 1996, para una capacidad final de 18 000 espectadores.
Como resultado de esa catástrofe, la Copa de Francia de 1992 no se disputó y se cancelaron los últimos cuatro tramos del Rally de Corcega.

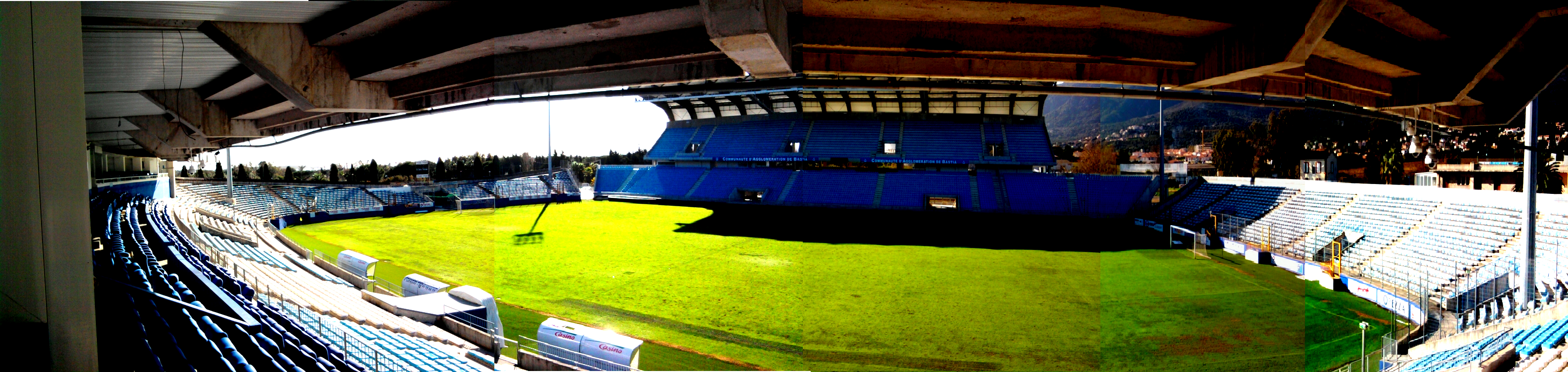
Imagen panorámica.